# USS George A. Johnson (DE-583)
USS George A. Johnson (DE-583) là một tàu hộ tống khu trục lớp Rudderow từng phục vụ cùng Hải quân Hoa Kỳ trong Chiến tranh Thế giới thứ hai. Nó là chiếc tàu chiến duy nhất của Hải quân Hoa Kỳ được đặt cái tên này, theo tên binh nhì Thủy quân Lục chiến George Alfred Johnson (1922-1942), người từng phục vụ cùng Tiểu đoàn 1 Biệt kích Thủy quân Lục chiến tại quần đảo Solomon, đã tử trận trong trận Tulagi vào ngày 9 tháng 8, 1942 và được truy tặng Huân chương Ngôi sao Bạc. Nó đã phục vụ cho đến khi chiến tranh kết thúc, xuất biên chế năm 1946, rồi được huy động trở lại để phục vụ từ năm 1950 đến năm 1957. Con tàu bị bán để tháo dỡ vào năm 1966, nhưng bị mắc cạn trên đường kéo đi và phải được tháo dỡ tại chỗ. George A. Johnson được tặng thưởng một Ngôi sao Chiến trận do thành tích phục vụ trong Thế Chiến II.

## Thiết kế và chế tạo
Lớp Rudderow có thiết kế hầu như tương tự với lớp Buckley trước đó; vì giữ lại kiểu động cơ turbine-điện General Electric, cung cấp điện năng cho mô-tơ điện để dẫn động hai trục chân vịt. Lớp này còn được gọi là kiểu TEV, do hệ thống động lực Turbo-Electric và cỡ pháo 5-inch (V).
Dàn pháo chính được nâng cấp lên hai khẩu pháo 5 inch (130 mm)/38 cal trên hai tháp pháo nòng đơn, được phân bố một phía trước mũi và một phía sau tàu. Hỏa lực phòng không được nâng lên hai khẩu đội pháo phòng không Bofors 40 mm nòng đôi và mười pháo phòng không Oerlikon 20 mm. Vũ khí chống ngầm bao gồm một dàn súng cối chống tàu ngầm Hedgehog Mk. 10 (có 24 nòng và mang theo 144 quả đạn); hai đường ray Mk. 9 và tám máy phóng K3 Mk. 6 để thả mìn sâu. Con tàu vẫn giữ lại ba ống phóng ngư lôi Mark 15 21 inch (533 mm), và được trang bị radar SL dò tìm không trung và radar SC/SA dò tìm mặt biển. Thủy thủ đoàn đầy đủ bao gồm 15 sĩ quan và 168 thủy thủ.
George A. Johnson được đặt lườn tại Xưởng tàu Bethlehem-Hingham ở Hingham, Massachusetts vào ngày 24 tháng 11, 1943. Nó được hạ thủy vào ngày 12 tháng 1, 1944, được đỡ đầu bởi bà Alfred R. Johnson, mẹ của binh nhì Johnson, và nhập biên chế cùng Hải quân Hoa Kỳ vào ngày 15 tháng 4, 1944 dưới quyền chỉ huy của Hạm trưởng, Thiếu tá Hải quân Alvin Robinson.

## Lịch sử hoạt động
Sau khi hoàn tất việc chạy thử máy huấn luyện tại khu vực Bermuda, George A. Johnson khởi hành từ New York vào ngày 24 tháng 6, 1944 để hộ tống một đoàn tàu vận tải vượt Đại Tây Dương để hướng sang Bắc Phi. Cho dù phải chịu đựng các đợt không kích của Không quân Đức sau khi vượt qua eo biển Gibraltar, đoàn tàu vẫn đến được Bizerte, Tunisia vào ngày 14 tháng 7. Khi quay trở về New York, nó được bảo trì và thực hành huấn luyện trước khi rời Norfolk, Virginia vào ngày 2 tháng 9 cho một chuyến hộ tống vận tải khác sang khu vực Địa Trung Hải, lần này hướng đến Palermo, Sicily, và đến nơi vào ngày 23 tháng 9. Nó gia nhập đoàn tàu quay về Hoa Kỳ năm ngày sau đó và về đến New York vào ngày 17 tháng 10. Con tàu bắt đầu được chuẩn bị để điều động sang Mặt trận Thái Bình Dương.
Khởi hành từ New York vào ngày 3 tháng 11, George A. Johnson đi ngang qua kênh đào Panama để đến Hollandia, New Guinea vào ngày 24 tháng 12, nơi nó gia nhập Đệ Thất hạm đội. Nó bắt đầu hộ tống các đoàn tàu tiếp liệu đi từ New Guinea sang các bãi đổ bộ tại Philippines. Khởi hành từ Mois Woendi vào ngày 4 tháng 1, 1945, nó gia nhập cùng các tàu chở hàng để hướng sang vịnh Lingayen, Luzon. Đoàn tàu bị bốn máy bay tấn công tự sát Kamikaze tấn công vào ngày 12 tháng 1, nhưng hỏa lực phòng không từ các tàu hộ tống đã bảo vệ các tàu buôn không bị thiệt hại, và đoàn tàu đi đến vịnh Lingayen vào ngày hôm sau.
Sau khi phục vụ tuần tra và hộ tống vận tải ngoài khơi Luzon cho đến ngày 26 tháng 1, bao gồm việc hỗ trợ cho hoạt động đổ bộ lên San Antonio, Zambales, Zambales, George A. Johnson quay trở lại hoạt động từ vịnh Leyte, hộ tống các đoàn tàu vận tải đi Ulithi, Hollandia và Manus. Nó đi từ Leyte đến vào ngày 27 tháng 4, rồi hoạt động từ căn cứ ở New Guinea này cho đến tháng 8. Sau khi Nhật Bản chấp nhận đầu hàng vào ngày 15 tháng 8, giúp chấm dứt vĩnh viễn cuộc xung đột, nó khởi hành từ vịnh Manila vào ngày 4 tháng 9 để đi sang Jinsen, Triều Tiên để tháp tùng cùng Đô đốc Thomas C. Kinkaid bên trên soái hạm USS Rocky Mount (AGC-3). Lực lượng lên đường vào ngày 15 tháng 9 để hướng sang Trung Quốc, và đến ngày 19 tháng 9 trở thành những tàu chiến Hoa Kỳ đầu tiên tiến vào sông Dương Tử kể từ năm 1941. Đi đến Thượng Hải, nó cùng các tàu chiến của Đệ Thất hạm đội tham gia vào việc tiếp quản thành phố này và tái lập lực lượng Tuần tra Thượng Hải.
Sau khi hoàn thành nhiệm vụ, George A. Johnson khởi hành từ Okinawa vào ngày 11 tháng 10 để quay trở về Hoa Kỳ, đi ngang qua Trân Châu Cảng trước khi về đến San Diego, California vào ngày 5 tháng 11. Con tàu ở lại cảng này cho đến khi được cho xuất biên chế vào ngày 31 tháng 5, 1946. Tuy nhiên đến tháng 8, con tàu được phối thuộc cùng Quân khu Hải quân 12 để hoạt động như tàu huấn luyện dự bị, và phục vụ trong vai trò này cho đến ngày 29 tháng 9, 1950, khi nó được tái biên chế như một tàu huấn luyện.
Từ đó cho đến cuối năm 1957, George A. Johnson phục vụ cho việc huấn luyện nhân sự của Hải quân Dự bị Hoa Kỳ, thực hiện những chuyến đi thực hành ngoài khơi bờ biển California vào dịp cuối tuần hay trong mùa Hè. Con tàu được cho xuất biên chế lần sau cùng vào tháng 9, 1957 và được đưa về Hạm đội Dự bị Thái Bình Dương tại Mare Island, California. Tên nó được cho rút khỏi danh sách Đăng bạ Hải quân vào ngày 1 tháng 11, 1965, và bị bán để tháo dỡ sau đó. Tuy nhiên lúc đang trên đường kéo đến San Diego để tháo dỡ trong đêm 12-13 tháng 10, 1966, con tàu bị mắc cạn tại bãi biển Sharp Park, Pacifica, California. Mọi nỗ lực kéo nó ra khỏi nơi mắc cạn đều không thành công, nên nó phải được tháo dỡ tại chỗ trong vòng sáu tháng.

## Phần thưởng
George A. Johnson được tặng thưởng một Ngôi sao Chiến trận do thành tích phục vụ trong Thế Chiến II.
|  |             |  |
|  | Bronze star |  |
|  |             |  |

| Huân chương Phục vụ Trung Hoa        |                                                                         |                                                                          |
| Huân chương Chiến dịch Hoa Kỳ        | Huân chương Chiến dịch Châu Á-Thái Bình Dương với 1 Ngôi sao Chiến trận | Huân chương Chiến dịch Châu Âu-Châu Phi-Trung Đông                       |
| Huân chương Chiến thắng Thế Chiến II | Huân chương Phục vụ Phòng vệ Quốc gia                                   | Huân chương Giải phóng Philippine (Philippine) với 1 Ngôi sao Chiến trận |